# Cockney Rebel
Cockney Rebel (также: Steve Harley & Cockney Rebel) — британская рок-группа, образованная в 1973 году в Дептфорде, Лондон (Англия) Стивом Харли и исполнявшая эклектичный глэм-рок с элементами арт-, фолк- и прог-рока. 
Пик популярности Cockney Rebel пришёлся на 1974—1976 годы, когда в первую британскую десятку вошли синглы «Judy Teen» (1974, # 5), «Mr. Soft» (1974, # 8), «Make Me Smile (Come Up and See Me)» (1975, # 1), «Here Comes the Sun» (1976, # 10), «The Phantom of the Opera» (c Сарой Брайтман, 1986, # 7). 
Одной из самых известных песен Стива Харли и Cockney Rebel остаётся «Sebastian», дебютный сингл 1973 года, ставший европейским хитом и возглавивший хит-парады Бельгии и Нидерландов.

## Состав
- Jean-Paul Crocker — гитара, скрипка, мандолина (1972—1974)
- Paul Avron Jeffreys (род. 13 февраля 1952 года, погиб в авиакатастрофе над Локерби 21 декабря 1988 года) — бас-гитара (1973—1974)
- Milton Reame-James (р. 1950) — клавишные (1973—1974)
- Stuart Alexander Elliot (р. 5 мая 1953) — ударные (1973—1977, 2006)
- Jim Cregan (р. 9 марта]] 1946 года в Йовиле, графство Сомерсет) — гитара (1975—1977)
- Duncan MacKay (р. 2 июля 1950 в Лидсе, Йоркшир) — клавишные (1975—1977)
- George Ford (р. 1 января 1950) — бас-гитара (1975—1977)

## Дискография

### Альбомы

#### Cockney Rebel
- The Human Menagerie — 1973
- The Psychomodo — 1974 (# 8)

#### Steve Harley & Cockney Rebel
- The Best Years of Our Lives — 1975 (# 4)
- Timeless Flight — 1976 (# 18)
- Love’s A Prima Donna — 1976 (# 28)
- Face To Face — A Live Recording — 1977 (# 40)
- The Quality of Mercy — 2005

#### Steve Harley
- Hobo With A Grin — 1978
- The Candidate — 1979
- Yes You Can — 1992
- Poetic Justice — 1996

#### The Steve Harley Band
- Anytime! (A Live Set) — 1976

### Синглы
- «Sebastian» — 1973
- «Judy Teen» — 1974 (# 5)
- «Mr. Soft» — 1974 (# 8)
- «Big Big Deal» — 1974
- «Make Me Smile (Come Up and See Me)» — 1975 (# 1)
- «Mr. Raffles (Man It Was Mean)» — 1975 (# 13)
- «Black Or White» — 1975
- «White White Dove» — 1976
- «Here Comes the Sun» — 1976 (# 10)
- «I Believe (Love’s A Prima Donna)» — 1976 (# 41)
- «Best Years of Our Lives» (live) — 1977
- «Freedom’s Prisoner» — 1979 — (# 58)
- «Ballerina (Prima Donna)» — 1983 (# 51)
- «The Phantom of the Opera» (with Sarah Brightman) — 1986 (# 7)
- «Make Me Smile (Come Up and See Me)» (1992, # 46, 1995, # 33, 2005, # 55)